# 有色可溶性有机物
有色可溶性有机物（CDOM），又称作可溶性有机发色团，或者粘质胶性溶解物。它是水中溶解的有机物的一种光学上可测量的成分。
CDOM通常出现在水环境中，主要由腐烂物质所释放的单宁酸所引起。CDOM在蓝色到紫外的短波波段有强烈的吸收光谱，而纯水在红色的长波波段有吸收，因此，不含或少含CDOM的水显示出蓝色。随着CDOM的增长，水体颜色逐渐过渡到绿色、黄绿色和褐色。

## CDOM的重要性
CDOM对水环境中的生物活动有重要的影响。它可以减少水中透射的日光，影响光合作用，从而抑制浮游生物的生长，而浮游生物是海洋食物链和大气中氧的基础要素。CDOM也会妨碍用卫星光谱仪对浮游生物数量和分布的测量。作为光合作用的副产品，叶绿素是浮游生物活动的一个重要指标，但是CDOM和叶绿素的吸收谱段相近，很难将两者区分开来。
尽管CDOM的变化主要是自然过程的结果，但是人为活动，诸如伐木、农业、排污、湿地排灌等也会影响淡水和河口水系中CDOM的含量。